# Juan Bustos Golobio
Juan Gabriel Bustos Golobio (sinh ngày 9 tháng 7 năm 1992) là một cầu thủ bóng đá người Costa Rica thi đấu cho Club Sport Cartagines cho mượn từ Deportivo Saprissa, chủ yếu ở vị trí tiền vệ.

## Sự nghiệp quốc tế
Bustos ra mắt quốc tế trước Nicaragua và ghi bàn thắng đầu tiên trước Guatemela.

### Bàn thắng quốc tế
| #  | Ngày                 | Địa điểm                                           | Đối thủ   | Tỉ số | Kết quả | Giải đấu                  |
| -- | -------------------- | -------------------------------------------------- | --------- | ----- | ------- | ------------------------- |
| 1. | 14 tháng 9 năm 2014  | Los Angeles Memorial Coliseum, Los Angeles, Hoa Kỳ | Guatemala | 2–1   | 2–1     | Cúp bóng đá Trung Mỹ 2014 |
| 2. | 10 tháng 10 năm 2014 | Sultan Qaboos Sport Complex, Muscat, Oman          | Oman      | 3–1   | 4–3     | Giao hữu                  |